# Franz Siegwart
Franz Siegwart (* 8. März 1854 in Flühli; † 23. Dezember 1933 in Bern) war ein Schweizer Offizier und Beamter.

## Leben

### Familie
Franz Siegwart entstammte der aus dem Schwarzwald stammenden Glasbläserfamilie Siegwart und war der Sohn des Glasbläsermeisters Peter Siegwart (* 1820; † 11. August 1866 an Typhus) und dessen Ehefrau Katharina (geb. Vogel).
Er war seit 1880 mit Bertha (* 1859; † 6. Februar 1932), einer Tochter von Karl Pfeiffer, verheiratet; gemeinsam hatten sie mehrere Kinder. Später zog die Familie nach Horw im Kanton Luzern.

### Werdegang
Nach einer Banklehre war Franz Siegwart in der Zeit von 1874 bis 1876 in der familieneigenen Glasbläserei tätig. Nach dem Tod seines Vaters hatte er einen Anteil am Familienvermögen geerbt und war Mitgesellschafter der Glasmeisterkasse, die bereits 1800 gegründet worden war.
1876 trat er als Rechnungsführer beim Oberkriegskommissariat zur Instruktion der Verpflegungstruppen in das Schweizer Militärdepartement ein.
Er war von 1879 bis 1881 Buchhalter im Finanzbüro des Eidgenössischen Finanz- und Zolldepartements, bevor er dort 1881 Revisior wurde. Weil die finanzielle Kontrolle der Rechnungen der Bundesverwaltung damals noch von einem kleinen Kontrollbüro vorgenommen wurde, erfolgte 1881, während der Reorganisation des Finanzdepartements, die Gründung einer besonderen Abteilung. Dies führte zur Schaffung der Eidgenössischen Finanzkontrolle, die erst von Bendicht Peter und dann von Gustav Pillichody († 1895) geleitet wurde. Die Finanzkontrolle war eine selbständige und unabhängige Abteilung des Finanzdepartements, in dem Franz Siegwart als Stellvertreter des Chefs zum Adjunkten berufen wurde.
Als 1900 die völlige Trennung des ehemaligen Kontrollbüros von der Verwaltung und die Aufstellung einer Rechnungskammer abgelehnt und stattdessen die Finanzkontrolle eingesetzt wurde, hatte Franz Siegwart einen grossen Anteil am Ausbau der Kontrolle als Urheber des Regulativs für die Eidgenössische Finanzkontrolle von 1903.
Im September 1892 wurde er, als Nachfolger von Gustav Pillichody, zum Chef der Finanzkontrolle gewählt und war dann bis zum 31. März 1927 deren Direktor; sein Nachfolger wurde Hans Ryffel. Er war, vor seinem Ausscheiden, noch massgeblich an dem zweiten Regulativ der Reorganisation der Finanzkontrolle 1927 beteiligt.
Während seiner Amtszeit erhielt er auch verschiedentliche Besuche ausländischer Beamtendelegationen, die die Einrichtungen der schweizerischen Finanzkontrolle studierten.
1893, 1894 und 1910 entsandte ihn der Bundesrat als Verwaltungsstabsoffizier nach Bayern und als Beamten nach Straßburg, Wien und Paris.
1907 wurde er in einem Veruntreuungsverfahren in Höhe von ungefähr 100.000 Schweizer Franken gegen den Finanzsekretär Jakob Fehr (* 1864) als Zeuge gehört, weil ihm als Kassenprüfer gefälschte Eintragungen im Kassenbuch nicht aufgefallen waren, allerdings war er nach seiner Einlassung lediglich für die Prüfung des Kassenbestands und nicht für die Richtigkeit der Angaben im Kassenbuch zuständig. Die Herausgabe eines Berichts, den er über den Vorgang ausgearbeitet hatte und den er dem Gericht vorlegen wollte, wurde verweigert.
Franz Siegwart pflegte eine Freundschaft mit dem Bundesrat Josef Zemp sowie mit dem Oberkriegskommissar Edmond de Grenus.

### Militärischer Werdegang
1873 war Franz Siegwart Leutnant und wurde im Mai 1877 als Hauptmann vom Bundesrat zum Quartiermeister eines Artillerieregiments gewählt. Im Dezember 1880 erfolgte seine Beförderung zum Major und er wurde im Februar 1887 zum Verwaltungs-Oberstleutnant befördert; im Januar 1888 erhielt er die Zuständigkeit für das Divisionskriegskommissariat 8. Seine Beförderung zum Oberst erfolgte Anfang 1894 und unter Oberstkorpskommandanten Arthur de Techtermann (1841–1909) war er Divisions- und Armeekorpskriegskommissar beim I. Armeekorps. 1908 schied er aus dem Aktivdienst aus und Anfang 1910 erfolgte seine Entlassung aus der Wehrpflicht.

## Mitgliedschaften
Franz Siegwart war Vizepräsident im Berner römisch-katholischen Kultusverein.